# Dorcadion culminicola
Dorcadion culminicola là một loài bọ cánh cứng trong họ Cerambycidae.